# Yohannes II
Yohannes II, död 1769, var kejsare av Etiopien mellan maj 1769 och oktober 1769.